# 서울 삼양동 금동관음보살입상
서울 삼양동 금동관음보살입상(-- 三陽洞 金銅觀音菩薩立像)은 1966년에 서울 삼양동에서 발견된 금동 관세음보살 입상이다. 높이가 20센티미터 되는 금동불이다. 온화하고 풍만한 얼굴과 예리하면서도 부드러운 각법(刻法)이 백제불의 범주에 들어갈 것임을 말해 준다. 아래로 늘어진 상하 이조(上下二條)의 천의와 넓게 드리워진 목걸이 등을 보면 제작 년대가 대략 600년대임을 알 수 있다. 1968년 12월 19일 대한민국의 국보 제127호로 지정되었다.

## 개요
1967년 서울시 도봉구 삼양동에서 발견된 높이 20.7㎝의 보살상으로, 현재는 국립중앙박물관에서 관리하고 있다. 발목 윗부분에 금이 가고 왼쪽 옷자락이 약간 떨어져 나간 상태이다.
머리에는 삼각형의 관(冠)을 쓰고 있고, 양감 있는 얼굴은 원만해 보이며, 입가에는 엷은 미소를 짓고 있다. 상체는 어깨가 좁아 위축된 모양이며, 배를 앞으로 내밀고 있어 옆에서 보면 활처럼 휘어진 모습이다. 배와 무릎 근처에 이중으로 걸쳐져 있는 두꺼운 옷은 U자형으로 늘어져 있다. 치마는 두껍게 입어서 다리의 윤곽이 뚜렷하지 않으며, 옷주름은 몇 가닥의 선으로 단순화시켰다. 오른손은 허리 근처에서 정병(淨甁)을 들고 있으며, 왼손은 위로 올려 엄지와 검지를 V자형으로 곧게 펴고 있는 특이한 모습이다. 보살이 서 있는 대좌(臺座)에는 엎어 놓은 연꽃무늬를 새겨 놓았으며, 꽃잎은 그 끝이 뾰족하여 보살상의 부드러움과 대비된다.
이 보살상은 삼각형 모양의 관에 작은 부처 하나를 새기고 있는 점과 오른손에 정병을 들고 있는 점으로 볼 때 관음보살이 분명하며, 살찐 얼굴과 신체, U자형으로 늘어진 옷 등으로 보아 만든 시기는 7세기 전반으로 추정된다. 따라서 삼국시대 후기에 크게 유행했던 관음신앙의 단면을 보여주는 귀중한 자료라 하겠다.

## 참고 자료
- 서울 삼양동 금동관음보살입상 - 국가유산청 국가유산포털
- 이 문서에는 다음커뮤니케이션(현 카카오)에서 GFDL 또는 CC-SA 라이선스로 배포한 글로벌 세계대백과사전의 내용을 기초로 작성된 글이 포함되어 있습니다.